# Jeannette Batti
 (janvier 2024).
Si vous disposez d'ouvrages ou d'articles de référence ou si vous connaissez des sites web de qualité traitant du thème abordé ici, merci de compléter l'article en donnant les références utiles à sa vérifiabilité et en les liant à la section « Notes et références ».
Jeannette Batti (parfois créditée Janette Batti ou Jeanette Batti), de son vrai nom Henriette Genot, est une actrice française, née le 6 septembre 1921 à Marseille  et morte le 10 février 2011 à Courbevoie.

## Biographie
Sous le pseudonyme de Jeannette Batti, elle débute au cinéma en 1945 et participe à trente-sept films, majoritairement français (plus quelques coproductions), jusqu'en 1982, avec un petit rôle dans Le père Noël est une ordure. Deux de ses films les plus connus sont La Traversée de Paris (avec Bourvil, Jean Gabin et Louis de Funès ; 1956) et Trois de la Canebière (film musical ; 1956). Elle apparaît aussi à la télévision, dans quatre séries et un téléfilm, entre 1968 et 1983 (sa dernière apparition à l'écran).
Jeannette Batti joue également au théâtre, dans des pièces et opérettes, notamment de Francis Lopez. En 1948, à l'occasion d'une création de ce dernier, Quatre jours à Paris, elle rencontre l'acteur et chanteur Henri Génès qui deviendra son mari (jusqu'au décès de celui-ci en 2005). À ses côtés, elle se produira de nombreuses fois par la suite, au théâtre (pièces et opérettes) comme au cinéma (quatorze films).

## Filmographie complète

### Cinéma
- 1943 : Au Bonheur des Dames d'André Cayatte
- 1945 : Le Roi des resquilleurs de Jean Devaivre : Lulu
- 1946 : Macadam de Marcel Blistène : Mona
- 1947 : Une nuit à Tabarin de Karel Lamač : Jeannette
- 1948 : Mademoiselle s'amuse de Jean Boyer : Fifi
- 1948 : Éternel Conflit de Georges Lampin : Janette
- 1948 : Aux yeux du souvenir de Jean Delannoy : Ketty
- 1949 : Jean de la Lune de Marcel Achard : Mlle Rolande
- 1950 : La Petite Chocolatière d'André Berthomieu : Rosette
- 1950 : Amédée de Gilles Grangier : Jacqueline
- 1950 : Voyage à trois de Jean-Paul Paulin : Huguette
- 1951 : Moumou de René Jayet : Claudine
- 1951 : Paris est toujours Paris (Parigi è sempre Parigi) de Luciano Emmer : Claudia
- 1951 : Nous irons à Monte-Carlo de Jean Boyer : Marinette
- 1952 : Cent francs par seconde de Jean Boyer : Louloute, la petite amie de Fernand
- 1952 : La Fête à Henriette de Julien Duvivier : Gisèle
- 1953 : L'Étrange Amazone de Jean Vallée : Olga
- 1953 : Une nuit à Megève de Raoul André : Georgette
- 1953 : Les Détectives du dimanche de Claude Orval : Isabelle
- 1953 : L'Œil en coulisses d'André Berthomieu : Martine Cairolle
- 1954 : J'y suis, j'y reste de Maurice Labro : Lucie
- 1954 : Soirs de Paris de Jean Laviron : Roxy
- 1955 : Trois de la Canebière de Maurice de Canonge : Margot
- 1956 : Coup dur chez les mous de Jean Loubignac : Gigi
- 1956 : La Traversée de Paris de Claude Autant-Lara : Mariette Martin
- 1956 : Les Carottes sont cuites de Robert Vernay
- 1957 : L'Auberge en folie de Pierre Chevalier : Gloria Royal
- 1957 : Trois de la marine de Maurice de Canonge : Angèle
- 1963 : Queste pazze pazze donne, film à sketches de Marino Girolami, segment La Garçonnière (titre original) : Marisa
- 1964 : Les Pirates du Mississippi (Die Flußpiraten vom Mississippi) de Jürgen Roland : Mrs Bridleford
- 1964 : Jaloux comme un tigre de Darry Cowl : La dame des toilettes
- 1968 : Les Gros Malins ou Le Champion du tiercé de Raymond Leboursier : La comtesse
- 1970 : Le Clair de Terre, de Guy Gilles
- 1972 : Les Joyeux Lurons de Michel Gérard : La patronne de la boîte
- 1978 : Artignosse à Paris de Jacques Soumet (court métrage)
- 1980 : Sacrés gendarmes de Bernard Launois : L'épicière
- 1980 : La Nuit de la mort de Raphaël Delpard et Richard Joffo : Marie-Madeleine
- 1980 : Touch' pas à mon biniou de Bernard Launois : La femme d'Henri
- 1982 : Le père Noël est une ordure de Jean-Marie Poiré

### Télévision
- 1967 : En votre âme et conscience, épisode : L'Affaire Dumollard de  Jean Bertho
- 1968 : Série Les Saintes chéries, Saison 2, épisode 8 Ève et la rentrée de Jean Becker
- 1977 : Série La Lune papa de Jean-Paul Carrère
- 1980 : À la Jamaïque, opérette téléfilmée de Francis Lopez
- 1981 : Série Les Amours des années folles, épisode Un mort tout neuf de Dominique Giuliani
- 1983 : Les Enquêtes du commissaire Maigret, épisode : La Tête d'un homme de Louis Grospierre

## Théâtre (sélection)

### Pièces de théâtre
- 1947 : L'amour vient en jouant de Jean Bernard-Luc, mise en scène Pierre-Louis, avec Danielle Darrieux, Claude Dauphin, Pierre-Louis, Théâtre Édouard VII
- 1952 : Tartempion de Marcel E. Grancher et Frédéric Dard, mise en scène Jean Le Poulain, théâtre des Noctambules
- 1954 : Le Marché aux puces d'André Gillois, mise en scène Jean-Pierre Grenier, avec Blanchette Brunoy, Henri Génès, Théâtre des Célestins
- 1955-1956 : Voulez-vous jouer avec moâ ? de Marcel Achard, musique de scène de Georges van Parys, avec Jacques-Henri Duval, Henri Génès, tournée Herbert
- 1969 : Le Mariage de Barillon de Georges Feydeau, avec Pierre Maguelon, Zappy Max (Paris)

### Opérettes
- 1945 : La Revue des Capucines, livret de Pierre Louki, Mauricet, Serge Veber, musique de Mitty Goldin, Perre Mercier, Raoul Moretti, mise en scène Louis Blanche, Théâtre des Capucines[2]
- 1948 : Quatre jours à Paris, musique Francis Lopez, paroles et livret Raymond Vincy et Albert Willemetz, avec Andrex, Henri Génès, Bobino
- 1949 : Monsieur Bourgogne, musique Francis Lopez, paroles et livret Raymond Vincy et Jean-Jacques Vital, avec Henri Génès, Alice Tissot, Bobino
- 1950 : L'École des femmes nues, musique Henri Betti, paroles et livret Jean Boyer et Serge Véber, avec Henri Génès, Jacques Pills, Théâtre de l'Étoile
- 1956 : La Belle Arabelle opérette de Marc-Cab et Francis Blanche, musique Guy Lafarge et Pierre Philippe, mise en scène Yves Robert, Théâtre de la Porte Saint-Martin
- 1958 : Coquin de printemps, musique Guy Magenta, paroles Fernand Bonifay, livret Jean Valmy et Marc-Cab, avec Henri Génès (puis Fernand Sardou), Christian Selva, L'Européen)
- 1976 : C'est pas l'Pérou, musique Jack Ledru, paroles André Hornez, livret Georges Pirault, avec Henri Génès (Lille, Théâtre Sébastopol)